# إيغور فاسيلفيتش بتريانوف
إيغور فاسيلفيتش بتريانوف-سوكولوف (بالروسية: Игорь Васильевич Петрянов-Соколов) عالم سوفييتي بارز في الكيمياء الفيزيائية، حائز على لقب بطل العمل الاشتراكي. ولد عام 1907 م وتخرج من جامعة موسكو عام 1931 م. انتخب عضوًا عاملا في أكاديمية العلوم السوفييتية عام 1966 م وعمل أكثر من خمسين عامًا في معهد كاربوف للكيمياء الفيزيائية وأستاذًا في معهد مندلييف. وهو من البحاثة القلائل الذين قاموا بتطوير فروع جديدة وهامة من فروع العلوم.
وكان له نشاطات اجتماعية متعددة الجوانب، فهو مدافع نشيط عن حماية البيئة ونقاوة الجو المحيط بكوكبنا، وقد منح وسام لينين ثلاث مرات وحائز على جائزة لينين وجائزة الدولة السوفييتية.